# Béatrice Fresko-Rolfo

Béatrice Fresko-Rolfo (2018)

Béatrice Fresko-Rolfo (* 12. Februar 1969 in Monaco) ist eine monegassische Politikerin. Seit 2013 gehört sie dem Nationalrat von Monaco als Mitglied der Union Nationale Monégasque an.

## Werdegang
Fresko-Rolfo ist seit 2008 im politischen Leben Monacos aktiv. Hierbei legt sie einen Schwerpunkt auf Frauenrechte bzw. die Gleichstellung der Geschlechter sowie die Bekämpfung jeglicher Diskriminierung. Sie setzt sich für die Rechte von Menschen mit Behinderung und Schwererkrankten ein. Im Jahr 2013 wurde sie erstmals in den Nationalrat gewählt und amtierte von 2013 bis 2016 als Vorsitzende des Ausschusses für Frauen- und Familienrechte.
Seit 2013 ist sie Mitglied der Parlamentarischen Versammlung des Europarates. Hier ist bzw. war sie Mitglied von verschiedenen Ausschüssen zu Demokratie, Geschlechtergerechtigkeit und sozialen Angelegenheiten und wirkte zudem von Oktober 2018 bis Oktober 2020 als Generalberichterstatterin zum Thema Gewalt gegen Frauen. Seit 2022 ist sie erste Vizevorsitzende im Ausschuss für Gleichberechtigung und Antidiskriminierung.
Als erste Frau trat sie 2018 bei monegassischen Nationalratswahlen als Spitzenkandidatin an. Sie wurde bislang zweimal wiedergewählt: 2018 als Mitglied der Partei Horizon Monaco sowie 2023 als Mitglied der Union Nationale Monégasque (UNM; Monegassischen Nationalen Vereinigung).
Fresko-Rolfo ist verheiratet und Mutter zweier Kinder.